# Libertia ixioides
Libertia ixioides là một loài thực vật có hoa trong họ Diên vĩ. Loài này được (G.Forst.) Spreng. miêu tả khoa học đầu tiên năm 1824.